# پرچم پاراگوئه

روی پرچم پاراگوئه

پشت پرچم پاراگوئه

پرچم رئیس‌جمهور پاراگوئه

پرچم کنونی پاراگوئه با تناسب ۳:۵ در ۱۸۴۲ پذیرفته شد. این پرچم که به پرچم هلند شباهت دارد یکی از دو پرچم ملی است که دو روی آن با یکدیگر تفاوت دارد.  عربستان سعودی پرچم دیگری است که پشت و رویش با یکدیگر متفاوت است..

## طرح
پرچم پاراگوئه از سه نوار افقی هم‌اندازهٔ قرمز در بالا، سفید در میان و آبی در پایین تشکیل شده که نوار سفیدرنگ دارای دو نشان متفاوت در رو و پشت آن است. نشانی که در روی پرچم (اهتزازگاه در سمت چپ) واقع شده نشان ملی پاراگوئه است که از ستارهٔ پنج‌پری زردرنگ درون حلقهٔ گلی سبز که جملهٔ REPUBLICA DEL PARAGUAY گرداگرد آن نوشته شده تشکیل یافته که خود آنها درون دو دایره قرار گرفته‌اند. نشان دایره‌ای‌شکل پشت پرچم (اهتزازگاه در سمت راست) مهر خزانه‌داری پاراگوئه است که از شیری زردرنگ در پایین کلاه قرمزرنگ آزادی تشکیل شده و کلمات PAZ Y JUSTICIA به‌معنای صلح و عدالت در گرداگرد آن نوشته شده است.
پرچم‌های سفید، آبی و قرمز توسط سربازان پاراگوئه‌ای در زمان حملهٔ بریتانیا در ۱۸۰۶ و در دفاع از بوئنوس آیرس مورد استفاده قرار گرفت و نخستین اشاره به استفادهٔ آن به‌صورت پرچم سه‌رنگ قرمز-سفید-آبی به ۱۵ اوت ۱۸۱۲ برمی‌گردد. این پرچم در آن زمان در یک سوی خود نشان شهر آسونسیون، پایتخت پاراگوئه و در سوی دیگرش نشان پادشاه اسپانیا را داشت.

## نمادشناسی
رنگ‌های پرچم پاراگوئه برگرفته از رنگ‌های پرچم سه رنگ فرانسه است که در آن زمان نماد رهایی بود. این کشور در ۱۴ مه ۱۸۱۱ به استقلال رسید و ستارهٔ نشان رسمی این کشور موسوم به «ستارهٔ مه» نماد این موضوع است. دفاع از آزادی ملی در قالب شیری که از «کلاه آزادی» پاسداری می‌کند تجسم یافته که شعارش صلح و عدالت است. همچنین نوارهای قرمزرنگ نماد میهن‌پرستی، شجاعت، قهرمانی، برابری و عدالت، سفید نماد پاکی، پابرجایی، اتحاد و صلح و آبی نماد آرامش، دانش، عشق، حقیقت و آزادی است.

## پرچم‌های تاریخی

نخستین پرچم موقت ۱۸۱۱. ابعاد: ۲:۳
دومین پرچم موقت ۱۸۱۱. ابعاد: ۲:۳
سومین پرچم موقت میان سال‌های ۱۸۱۱ تا ۱۸۱۲. ابعاد: ۲:۳
پرچم میان سال‌های ۱۸۱۲ تا ۱۸۲۶. ابعاد: ۱:۲
پرچم میان سال‌های ۱۸۲۶ تا ۱۸۴۲. ابعاد: ۲:۳
پرچم میان سال‌های ۱۸۴۲ تا ۱۹۵۴. ابعاد: ۲:۳
پرچم میان سال‌های ۱۹۵۴ تا ۱۹۸۸. ابعاد: ۱:۲
پرچم میان سال‌های ۱۹۸۸ تا ۱۹۹۰. ابعاد: ۳:۵
پرچم میان سال‌های ۱۹۹۰ تا ۲۰۱۳. ابعاد: ۳:۵
پشت پرچم میان سال‌های ۱۸۴۲ تا ۲۰۱۳. ابعاد: ۳:۵